# Grimmenstein
Grimmenstein ist eine Marktgemeinde mit 1335 Einwohnern (Stand 1. Jänner 2025) im Bezirk Neunkirchen in Niederösterreich.

## Geografie
Grimmenstein liegt im Industrieviertel in Niederösterreich. Der Ort liegt in der Region Bucklige Welt im Tal der Pitten. Die Fläche der Marktgemeinde umfasst 14,74 Quadratkilometer. 54,42 Prozent der Fläche sind bewaldet.

### Gemeindegliederung
| Katastralgemeinden                          | Ortschaften in der Gemeinde |
| ------------------------------------------- | --- |
| Grimmenstein (13,34 km²) Hochegg (1,40 km²) | Grimmenstein (M) Au (R) Blössenanger (R) Eben (R) Himberg (R) Hütten (R) Kunzgraben (R) Luka (W) Maierhöfen (R) Petersbaumgarten (Hgr) Plötzbachgraben (R) Raifbach (R) Unterhochegg (R) Hochegg (D) · Hütten (R) |
| Legende                                     | |

| In der Spalte Katastralgemeinden sind sämtliche Katastralgemeinden einer Gemeinde angeführt. In der Klammer ist die jeweilige Fläche in km² angegeben. |
| In der Spalte Ortschaften sind sämtliche von der Statistik Austria erfassten Siedlungen, die auch eine eigene Ortschaftskennziffer aufweisen, angeführt. In der Hierarchieebene derselben Spalte, rechts eingerückt, werden nur Ansiedlungen, die mindestens aus mehreren Häusern bestehen, dargestellt. Die wichtigsten der verwendeten Abkürzungen sind: - M = Hauptort der Gemeinde - Stt = Stadtteil - R = Rotte - W = Weiler - D = Dorf - ZH = Zerstreute Häuser - Sdlg = Siedlung - Hgr = Häusergruppe - E = Einzelgehöft (nur wenn sie eine eigene Ortschaftskennziffer haben) Die komplette Liste der Statistik Austria ist in: Topographische Siedlungskennzeichnung nach STAT Zu beachten ist, dass manche Orte unterschiedliche Schreibweisen haben können. So können sich Katastralgemeinden anders schreiben als gleichnamige Ortschaften bzw. Gemeinden. Quelle: Statistik Austria – |

Das Gemeindegebiet umfasst folgende drei Ortschaften (in Klammern Einwohnerzahl Stand 1. Jänner 2025):
- Grimmenstein (945)
- Hochegg (290)
- Hütten (100)

Katastralgemeinden sind Grimmenstein und Hochegg.

### Nachbargemeinden
|                      | Warth                                       | Thomasberg |
|                      | Kompassrose, die auf Nachbargemeinden zeigt | Edlitz     |
| Feistritz am Wechsel |                                             | Thomasberg |

## Geschichte

### Grimmenstein
Im Altertum lag Grimmenstein im Gebiet Teil der Provinz Noricum.
Noch bis zum Anfang des 20. Jahrhunderts wurde das heutige Grimmenstein „Am Treitl“ genannt. Dieser Name bezieht sich auf den Umstand, dass der Pittenfluss zum Warentransport verwendet wurde. Treiteln bedeutet „ein Floß oder ein Schiff flussaufwärts ziehen“; der am Flussufer getretene Weg der ziehenden Menschen oder Tiere heißt „Treitelweg“.
Der heutige Name des Ortes leitet sich vom Geschlecht der Grimmensteiner her. Diese bewohnten im 12. und 13. Jahrhundert drei Burganlagen auf dem Kulmriegel und wurden 1155 in einer Admonter Traditionsnotiz erstmals urkundlich erwähnt. Albero II. von Grimmenstein war 1201 Landrichter und 1203 pincerna Stiriae de Grymstaine (Mundschenk) des Babenberger Herzogs Leopold VI.
Nachdem die Revolution von 1848/49 die Bauernbefreiung und das Ende der Erbuntertänigkeit gebracht hatte, wurde 1850 der Grundbesitz rund um den Kulmriegel an die ortsansässigen Bauern aufgeteilt. Dies gilt als eigentliche Gründung der Gemeinde Grimmenstein. Ende des 19. Jahrhunderts brachten die Eröffnung der Aspangbahn und der Nestlé-Kindernahrungsmittelfabrik (die erste Filiale außerhalb der Schweiz) sowie die Errichtung des Post- und Telegraphenamtes wirtschaftlichen Aufschwung.
Während der austrofaschistischen Diktatur unter Engelbert Dollfuß waren Grimmensteiner Mitglieder der Heimwehr-Ortsgruppe Grimmenstein-Edlitz und Thomasberg. Die Ortsgruppe der Sozialdemokratischen Arbeiterpartei wurde 1934 verboten. Der Österreichische Bürgerkrieg 1934 wurde in der Region nicht aktiv geführt. Für den ermordeten Diktator Dollfuß wurde am 4. Juli 1937 in Grimmenstein ein Denkmal enthüllt. Laut Adressbuch von Österreich waren im Jahr 1938 in der Ortsgemeinde Grimmenstein ein Tierarzt, ein Architekt, ein Bäcker, zwei Fleischer, zwei Friseure, drei Fuhrwerker, vier Gastwirte, drei Gemischtwarenhändler, eine Hebamme, ein Holzhändler, ein Maurermeister, ein Obst- und Gemüsehändler, ein Sattler, zwei Schmiede, fünf Schneiderinnen, drei Schuster, zwei Tischler, ein Viktualienhändler, ein Wagner, ein Zimmermeister und zahlreiche Landwirte ansässig. Weiters gab es in Hochegg eine Kuranstalt, ein Hotel und ein Pension, ein Kino, zwei Kalkwerke, die Nestle's Kindermehl-Fabrik, ein Lagerhaus, zwei Mühlen und einen Mühlenbauer sowie drei Sägewerke.
Am 10. April 1938 wurde über den „Anschluss“ Österreichs an das nationalsozialistische Deutsche Reich abgestimmt:

„In den Gemeinden Edlitz, Grimmenstein und Thomasberg wurde mit 100 %, in Lichtenegg und Hochegg mit 99 % für den Führer und die Vereinigung der Ostmark mit dem Altreich gestimmt. Die Bevölkerung Österreichs bekannte sich damit fast einstimmig zum Nationalsozialismus, weil sie der bisherigen unsicheren politischen und wirtschaftlichen, immer schlechter werdenden, Verhältnisse überdrüssig wurde.“

Im Jahr 1942 wurde auf Grimmensteiner Gemeindegebiet ein Kriegsgefangenenlager für französische Soldaten errichtet.
Am 31. März 1945 marschierten um 06:30 Uhr sowjetische Soldaten in Grimmenstein ein. Es gab keinen Widerstand.
Nach dem Ende der russischen Besatzung 1955 kam es zu einem wirtschaftlichen Aufschwung. In der Folge wurden die vierklassige Volksschule, das Gemeindezentrum mit Rathaus, Post, Bank und Veranstaltungssaal und der NÖ Landeskindergarten eröffnet. Anfang der 1960er-Jahre wurde auch die Kirche in Grimmenstein fertiggestellt. Sie ist Joseph dem Arbeiter geweiht und gehört zur Pfarre Edlitz.
Im Juli 1972 wurde Grimmenstein zur Marktgemeinde erhoben.

### Hochegg
Der Ortsteil Hochegg war von 1931 bis 1967 eine selbstständige Gemeinde. Er liegt heilklimatisch besonders günstig, deswegen wurde dort bereits 1898 ein Privatsanatorium für Lungenkranke und 1918 eine Heilanstalt für lungenkranke Soldaten des Ersten Weltkriegs (die spätere Volksheilstätte Grimmenstein) errichtet.
Das auf 706 m Seehöhe gelegene Sanatorium am Hochegg gehörte zu den berühmten Lungenheilanstalten des östlichen Alpenvorlandes (wie auch das Sanatorium Wienerwald, das Henriette Weiss-Sanatorium in Breitenstein, oder das Sanatorium Strengberg) in der ersten Hälfte des Zwanzigsten Jahrhunderts. In seiner Blütezeit war die Anlage, insbesondere das Haupthaus, ein Musterbeispiel der Architektur des Heimatstils. Mit seiner fachwerkgeschmückten Fassade, den Erkern und den Holzbalkonen im Laubsägestil, sowie der komplexen Dachlandschaft erinnerte das Ensemble stark an die Grand Hotels der Semmeringregion, die Ähnlichkeit vor allem mit dem Semmeringer Südbahnhotel ist frappant – und war wohl nicht ganz unbeabsichtigt.
Auch im Inneren bot das Haus allen Komfort seiner Zeit. Den Patienten standen in den Salons und Aufenthaltsräumen die gleichen Annehmlichkeiten zur Verfügung, wie sie auch in den berühmten Hotels der Region üblich waren.
Der an Tuberkulose erkrankte Autor Franz Kafka erwähnt das feudale Sanatorium mehrmals in seinen Briefen. Etwa im September 1920 an Milena Jesenská: „…Die Prospekte der zwei Sanatorien [Grimmenstein und Wienerwald] habe ich bekommen, Überraschungen konnten ja keine darin stehn, nur höchstens hinsichtlich der Preise und der Entfernungen von Wien. Darin sind beide Sanatorien etwa gleich. Unmäßig teuer, über 400 K täglich, wohl 500 K und dies auch noch unverbindlich. Von Wien etwa 3 Stunden Eisenbahnfahrt und eine halbe Stunde Wagenfahrt, also auch sehr weit, etwa so wie Gmünd, allerdings mit Personenzug. Übrigens scheint Grimmenstein doch um eine Kleinigkeit billiger zu sein und so würde es im Notfall, aber erst im Notfall gewählt.“ Obwohl dieser Notfall erst 1924 eintrat, fiel die Wahl dann doch auf das Sanatorium Wienerwald, nicht zuletzt deshalb, weil Kafkas Onkel Siegfried Löwy den Lungenspezialisten Hugo Kraus, einen der beiden Sanatoriumsleiter der Wienerwald, persönlich kannte.
Die Geschichte der Volksheilstätte verlief vorerst weit weniger prunkvoll. Bereits 1915 von der k.u.k. Militärbauabteilung geplant, wurde auf ca. 850 m Seehöhe vorerst nur das Terrain für das groß angelegte Genesungsheim abgesteckt. Rund 300 im Krieg gefangengenommene Serben, Russen und Italiener mussten das Gelände urbar machen und begannen noch 1915 mit den ersten Fundierungs- und Maurerarbeiten.
Da das Baumaterial nur sehr mühsam, bzw. für die Militärbauleitung viel zu langsam, mit Ochsengespannen auf den Berg gebracht werden konnte, wurde von der Bahnstation eine ca. drei Kilometer lange Drahtseilbahn errichtet, die im Herbst 1916 ihren Dienst aufnahm. Gleichzeitig wurde mit dem Bau des Direktionsgebäudes, eines Ärztehauses, eines Schwesternhauses, diverser Verwaltungs- und Betriebsgebäude, eines Wasserhochreservoirs sowie einer biologischen (!) Kläranlage begonnen. Die Gesellschaft vom Weißen Kreuz errichtete darüber hinaus ein dreistöckiges Kurhaus, den auch architektonisch sehr interessanten „Isabella-Pavillon“.
Um die im Kriegsdienst Erkrankten möglichst bald behandeln zu können, wurde ein Provisorium in Form von Holzbaracken errichtet. Auch dieses Provisorium, das im Mai 1918 zu bauen begonnen worden war, konnte bis Kriegsende nicht mehr fertiggestellt werden, während mit dem Bau der vier geplanten gemauerten Pavillons überhaupt nicht mehr angefangen werden konnte. Anfang November 1918 verließen die Bauarbeiter – allen voran die Kriegsgefangenen – fluchtartig das Gelände, die bereits halb vollendeten Gebäude wurden massiv devastiert und schienen dem Verfall preisgegeben.
Es wäre beinahe das Ende der Heilstätte gewesen, doch das Unerwartete geschah: Bereits im Frühjahr 1919 wurden die Arbeiten wieder in Angriff genommen, wenn vorerst auch nur an den Holzbaracken, um eine Heilstätte für lungenkranke Kriegsinvalide zu schaffen. Im Sommer 1919 begann dann das Volksgesundheitsamt auch die Massivbauten fertigzustellen. Auf Initiative des engagierten Orthopäden Hans Spitzy wurde die Anlage als eine Heilanstalt für chirurgisch-tuberkulose Kinder ausgebaut. Mit der Behandlung der kleinen Patienten begann man bereits im Herbst 1919, was großes Aufsehen unter der Ärzteschaft hervorrief und die praktisch aus dem Boden gestampfte Volksheilstätte bis weit über die Grenzen des klein gewordenen Österreichs bekannt machte.
Ausländische Hilfsmissionen, allen voran das Schwedische Rote Kreuz sowie der Verein Rädda Barnen (Rettet die Kinder), begannen reges Interesse an dem Projekt zu zeigen und unterstützten Spitzy mit groß angelegten Sammlungen. Das führte später zur Errichtung der sogenannten Schwedenabteilung bzw. der Schwedenpavillons.
Im Sommer 1920 wurde die Volksheilstätte der Abt. VII des Staatsamtes für Volksgesundheit unterstellt und der Spitzy-Schüler Sigfried Romich (1882–1943) zum Primarius und Leiter der Anstalt bestellt. Am 23. Januar 1921 besuchten auf Einladung des schwedischen Gesandten Oskar Ewerlöf (1876–1934) unter anderem Bundespräsident Michael Hainisch, Sozialminister Josef Resch sowie Unterstaatssekretär Julius Tandler die bereits 400 Kinder beherbergende Heilstätte, darunter den ersten Schwedenpavillon (dem im November desselben Jahres der zweite seiner Art folgte). Die erfolgreiche Bekämpfung der Knochen- und Gelenkstuberkulose wurde fortan zum Aushängeschild der Volksheilstätte.
Am 12. Juni 1921 wurde die nunmehr von der Pensionsanstalt der Angestellten übernommene Heilstätte eröffnet. An der Feier nahm, neben den bereits beim Termin am 23. Januar des Jahres erschienenen Exponenten des Staates, Karl Seitz, Zweiter Präsident des Nationalrates, teil.
Das 1972 entstandene Rehabilitationszentrum der PVAng wurde im Mai 2000 nach einer Standardanhebung neu eröffnet. Seit 1998 ist das NÖ Landeskrankenhaus für Pulmologie und Neurologie in Betrieb – damals zusätzlich noch mit Orthopädie, die jedoch 2001 wieder aufgelassen wurde. Auch die seit 1960 bestehende „Waldpension“ der Hilfsgemeinschaft der Blinden und Sehschwachen Österreichs wurde 1998 als „Neue Waldpension“ wiedereröffnet.

### Bevölkerungsentwicklung
| Grimmenstein: Einwohnerzahlen von 1869 bis 2025     | Grimmenstein: Einwohnerzahlen von 1869 bis 2025 | Grimmenstein: Einwohnerzahlen von 1869 bis 2025 | Grimmenstein: Einwohnerzahlen von 1869 bis 2025 | Grimmenstein: Einwohnerzahlen von 1869 bis 2025 |
| --------------------------------------------------- | ----------------------------------------------- | ----------------------------------------------- | ----------------------------------------------- | ----------------------------------------------- |
| Jahr                                                |                                                 |                                                 |                                                 | Einwohner                                       |
| 1869                                                | 1869                                            |                                                 | 722                                             | 722                                             |
| 1880                                                | 1880                                            |                                                 | 777                                             | 777                                             |
| 1890                                                | 1890                                            |                                                 | 774                                             | 774                                             |
| 1900                                                | 1900                                            |                                                 | 785                                             | 785                                             |
| 1910                                                | 1910                                            |                                                 | 973                                             | 973                                             |
| 1923                                                | 1923                                            |                                                 | 1.223                                           | 1.223                                           |
| 1934                                                | 1934                                            |                                                 | 1.293                                           | 1.293                                           |
| 1939                                                | 1939                                            |                                                 | 1.314                                           | 1.314                                           |
| 1951                                                | 1951                                            |                                                 | 1.307                                           | 1.307                                           |
| 1961                                                | 1961                                            |                                                 | 1.367                                           | 1.367                                           |
| 1971                                                | 1971                                            |                                                 | 1.485                                           | 1.485                                           |
| 1981                                                | 1981                                            |                                                 | 1.347                                           | 1.347                                           |
| 1991                                                | 1991                                            |                                                 | 1.384                                           | 1.384                                           |
| 2001                                                | 2001                                            |                                                 | 1.347                                           | 1.347                                           |
| 2011                                                | 2011                                            |                                                 | 1.332                                           | 1.332                                           |
| 2021                                                | 2021                                            |                                                 | 1.322                                           | 1.322                                           |
| 2025                                                | 2025                                            |                                                 | 1.335                                           | 1.335                                           |
| Quelle(n): Statistik Austria, Gebietsstand 1.1.2021 |                                                 |                                                 |                                                 |                                                 |

### Religion
Nach den Daten der Volkszählung 2001 sind 88,2 % der Einwohner römisch-katholisch und 2,4 % evangelisch. 1,7 % sind Muslime, 1,2 % gehören orthodoxen Kirchen an. 5,4 % der Bevölkerung haben kein religiöses Bekenntnis.

## Kultur und Sehenswürdigkeiten
- Burg Grimmenstein

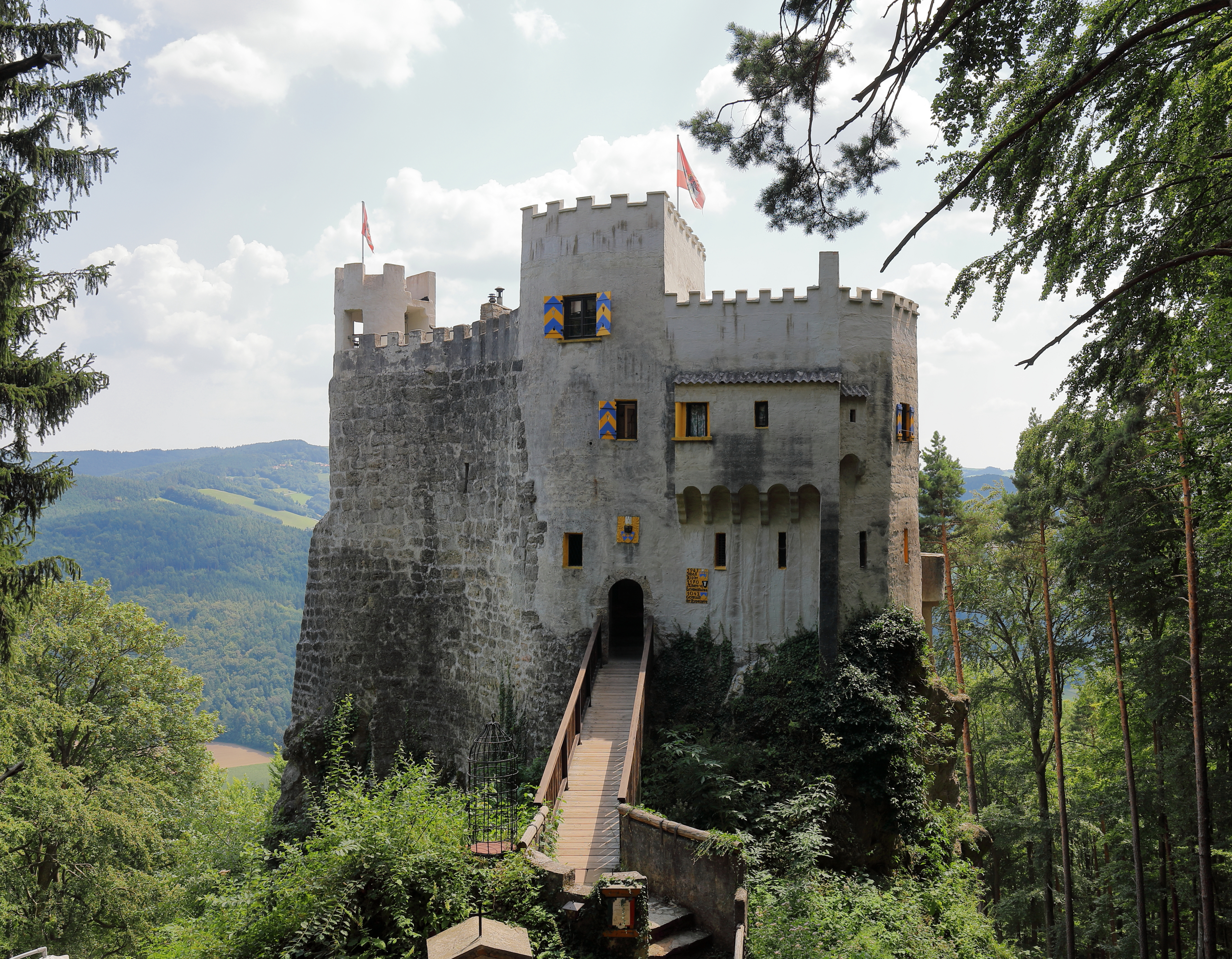
Nordwestansicht der Burg Grimmenstein

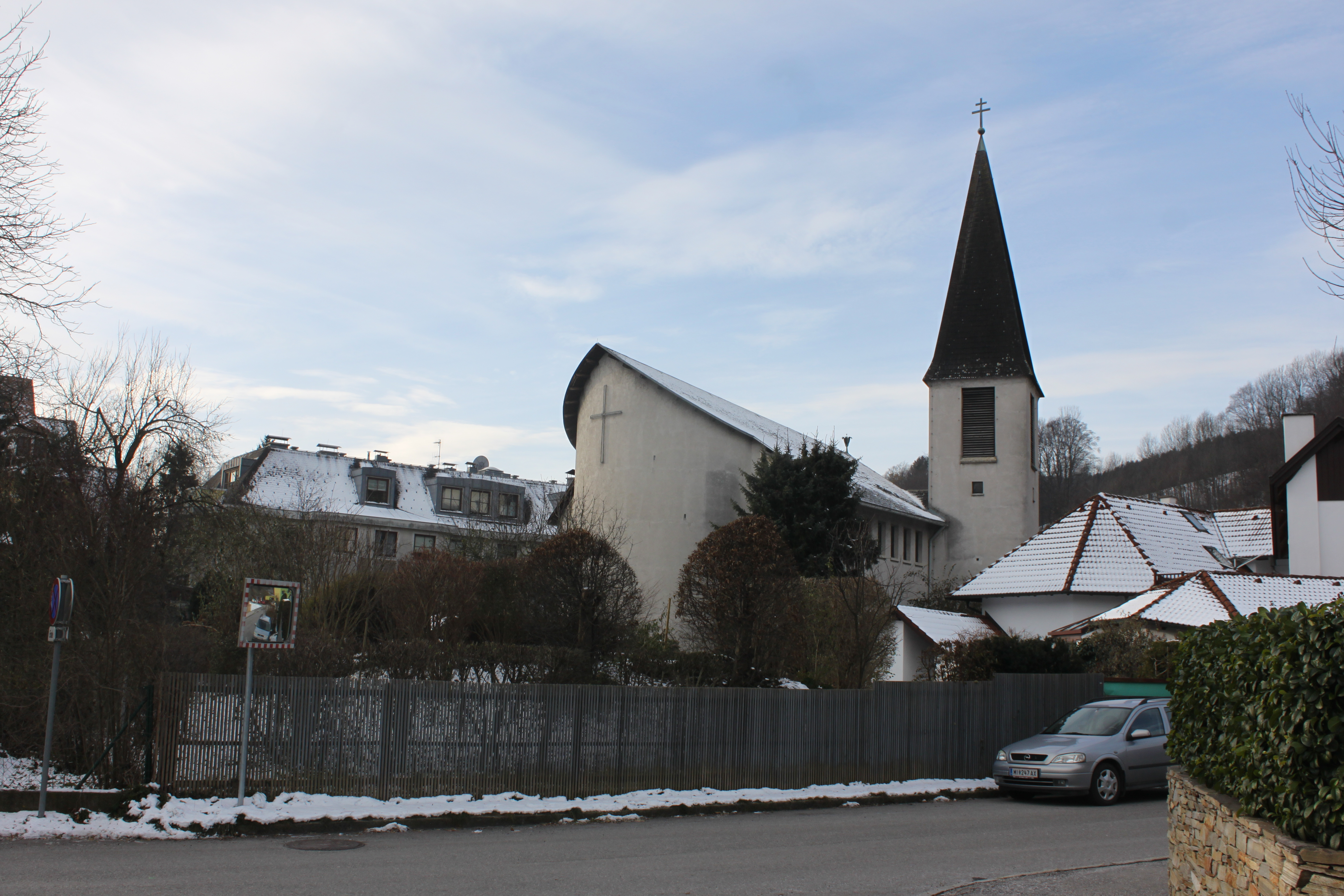
Filialkirche Grimmenstein

- Katholische Filialkirche Grimmenstein hl. Josef der Arbeiter
- Katholische Ortskapelle Hochegg Zur immerwährenden Hilfe Mariens

## Wirtschaft und Infrastruktur

### Wirtschaftssektoren
Von den landwirtschaftlichen Betrieben sind rund die Hälfte Nebenerwerbsbetriebe. Die Abnahme der Erwerbstätigen in der Produktion im Zeitraum 2001 bis 2011 geht vor allem auf den Bereich Herstellung von Waren zurück. Mehr als achtzig Prozent der im Dienstleistungssektor Beschäftigten arbeiteten in sozialen und öffentlichen Diensten (Stand 2011).
| Wirtschaftssektor            | Anzahl Betriebe | Anzahl Betriebe | Erwerbstätige | Erwerbstätige |
| Wirtschaftssektor            | 2011            | 2001            | 2011          | 2001          |
| ---------------------------- | --------------- | --------------- | ------------- | ------------- |
| Land- und Forstwirtschaft 1) | 51              | 53              | 44            | 33            |
| Produktion                   | 9               | 12              | 19            | 87            |
| Dienstleistung               | 60              | 42              | 825           | 683           |

1) Betriebe mit Fläche in den Jahren 2010 und 1999

### Öffentliche Einrichtungen
In Grimmenstein befindet sich ein Kindergarten und eine Volksschule. Ein weiterer Kindergarten befindet sich in Hochegg.

### Sicherheit
- Freiwillige Feuerwehr Grimmenstein-Markt
- Freiwillige Feuerwehr Hochegg
- Freiwillige Feuerwehr Grimmenstein-Kirchau[13]

## Politik

### Gemeinderat
Der Gemeinderat hat 19 Mitglieder.
- Mit den Gemeinderatswahlen in Niederösterreich 1990 hatte der Gemeinderat folgende Verteilung: 9 SPÖ, und 10 ÖVP.
- Mit den Gemeinderatswahlen in Niederösterreich 1995 hatte der Gemeinderat folgende Verteilung: 12 ÖVP, und 7 SPÖ.[14]
- Mit den Gemeinderatswahlen in Niederösterreich 2000 hatte der Gemeinderat folgende Verteilung: 13 ÖVP, und 6 SPÖ.[15]
- Mit den Gemeinderatswahlen in Niederösterreich 2005 hatte der Gemeinderat folgende Verteilung: 13 ÖVP, 5 SPÖ, und 1 GRÜNE.[16]
- Mit den Gemeinderatswahlen in Niederösterreich 2010 hatte der Gemeinderat folgende Verteilung: 15 ÖVP, und 4 SPÖ.[17]
- Mit den Gemeinderatswahlen in Niederösterreich 2015 hatte der Gemeinderat folgende Verteilung: 15 ÖVP, 3 SPÖ, und 1 FPÖ.[18]
- Mit den Gemeinderatswahlen in Niederösterreich 2020 hatte der Gemeinderat folgende Verteilung: 16 ÖVP, 2 SPÖ, und 1 FPÖ.[19]
- Mit den Gemeinderatswahlen in Niederösterreich 2025 hat der Gemeinderat folgende Verteilung: 15 ÖVP, 2 SPÖ und 2 FPÖ.[20]

### Bürgermeister
- 1990–2001 Hermann Bernsteiner
- seit 2001 Engelbert Pichler (ÖVP)[21]

### Wappen
Der Marktgemeinde Grimmenstein wurde mit Beschluss der NÖ-Landesregierung vom 22. August 1972 ein Gemeindewappen verliehen.
Blasonierung: „In einem grünen Schild ein auf einem silbernen Felsgebirge stehender, gequaderter, zinnenbekrönter mit Fenstern und Pechnasen versehener roter Wehrturm, der mit zwei an seinem Mauerwerk befestigten goldenen Ketten die unter dem Turm befindlichen Talengen sperrt.“
Gleichzeitig wurden die vom Gemeinderat der Marktgemeinde Grimmenstein festgesetzten Gemeindefarben „Grün-Weiß-Rot“ genehmigt.

### Partnergemeinde
- Seit 1994 besteht eine Partnerschaft mit der Gemeinde Szepetnek in Ungarn[23]

## Persönlichkeiten
- Franz Gausterer (1931–2012), Politiker